# Arcuphantes juwangensis
Arcuphantes juwangensis är en spindelart som beskrevs av Seo 2006. Arcuphantes juwangensis ingår i släktet Arcuphantes och familjen täckvävarspindlar. Inga underarter finns listade i Catalogue of Life.